# Fiat Pulse
Fiat Pulse är en kompakt CUV som tillverkas av Fiat Chrysler Automobiles brasilianska dotterbolag för den sydamerikanska marknaden sedan 2021. 
Versioner:
| Modell | Motor               | Cylindervolym | Effekt | Bränslesystem                        |
| ------ | ------------------- | ------------- | ------ | ------------------------------------ |
| 1.0T   | 3-cyl radmotor DOHC | 999 cm³       | 128 hk | Bränsleinsprutning, turbo (E85 flex) |
| 1.3    | 4-cyl radmotor SOHC | 1332 cm³      | 109 hk | Bränsleinsprutning (E85 flex)        |
| Abarth | 4-cyl radmotor DOHC | 1332 cm³      | 185 hk | Bränsleinsprutning, turbo (E85 flex) |